# Lohijoki (vattendrag i Lappland, lat 67,57, long 26,48)
Lohijoki är ett vattendrag i Finland.   Det ligger i landskapet Lappland, i den norra delen av landet, 800 km norr om huvudstaden Helsingfors.